# Jim Lynam
James Francis "Jim" Lynam (Filadelfia, Pensilvania, 15 de septiembre de 1941) es un exentrenador y exdirigente deportivo de baloncesto estadounidense que dirigió durante 10 temporadas a equipos de la NBA, y otros 10 a equipos de la NCAA, además de haber sido general manager de los Philadelphia 76ers durante dos temporadas.

## Trayectoria deportiva

### Jugador
Como universitario, disputó tres temporadas con los Hawks de la Universidad de St. Joseph's, donde consiguió 1.012 puntos a lo largo de su carrera, ganando el Trofeo Robert V. Geasey al mejor jugador de la Philadelphia Big 5 en 1963. Su camiseta con el número 4 fue retirada por su universidad como reconocimiento a su trayectoria.

### Entrenador

#### NCAA
Comenzó su carrera como entrenador de los Stags de la Universidad de Fairfield, donde estuvo dos temporadas, en las que consiguió 23 victorias y 29 derrotas. En 1970 regresó a su alma mater para ejercer como asistente durante tres temporadas, tras las cuales dirigió 5 temporadas a los American Eagles, con 70 victorias y 61 derrotas, y de vuelta a Saint Joseph's, pero esta vez como entrenador principal, llevando al equipo tres temporadas, en las que logró 65 victorias y 28 derrotas.

#### NBA
En 1981 dio el salto a la liga profesional, fichando como entrenador asistente de Jack Ramsay en los Portland Trail Blazers, hasta que en 1983-1984 fichó como entrenador principal de los San Diego Clippers, donde en su primera temporada consiguió 30 victorias por 52 derrotas.
Al año siguiente la franquicia se trasladó a Los Ángeles, y Lynam continuó una temporada más al frente del banquillo, consiguiendo 22 derrotas y 39 victorias, hasta que fue reemplazado por Don Chaney.
En 1985 regresó a su casa en Filadelfia para convertirse en asistente de Matt Guokas en los Sixers, hasta que fue despedido antes del final de la temporada 1987-88, ocupando en ese momento el puesto de entrenador principal. Dirigió durante cuatro temporadas y media a los Sixers, clasificando al equipo para los playoffs en tres ocasiones, logrando su mejor resultado en la temporada 1989-90, en la que se proclamaron campeones de la División Atlántico y alcanzaron las semifinales de conferencia, en la que cayeron ante Chicago Bulls.
En 1994 fue contratado por los Washington Bullets, y en su primera temporada al frente del equipo acabó con la segunda peor marca de victorias de toda la liga, sólo superado por su exequipo, Los Angeles Clippers. A pesar de ello continuó dos temporada más al frente del equipo. Sería su última experiencia como entrenador principal, ya que a partir de ese momento fue asistente en los New Jersey Nets, los Portland Trail Blazers y de nuevo en los Sixers, retirándose en 2010.

##### Estadísticas
| Equipo               | Temp.   | P   | V   | D   | %V-D | Finalizó        | PP | VP | DP | %V-DP | Resultado                      |
| -------------------- | ------- | --- | --- | --- | ---- | --------------- | -- | -- | -- | ----- | ------------------------------ |
| San Diego Clippers   | 1983-84 | 82  | 30  | 52  | .366 | 6º in Pacífico  | —  | —  | —  | —     | No Playoffs                    |
| Los Angeles Clippers | 1984-85 | 61  | 22  | 39  | .361 | (despedido)     | —  | —  | —  | —     | —                              |
| Philadelphia 76ers   | 1987-88 | 39  | 16  | 23  | .410 | 4º in Atlántico | —  | —  | —  | —     | No Playoffs                    |
| Philadelphia 76ers   | 1988-89 | 82  | 46  | 36  | .561 | 2º en Atlántico | 3  | 0  | 3  | .000  | Pierde en 1ª ronda             |
| Philadelphia 76ers   | 1989-90 | 82  | 53  | 29  | .646 | 1º en Atlántico | 10 | 4  | 6  | .400  | Pierde en Semifinales de Conf. |
| Philadelphia 76ers   | 1990-91 | 82  | 44  | 38  | .537 | 2º en Atlántico | 8  | 4  | 4  | .500  | Pierde en Semifinales de Conf. |
| Philadelphia 76ers   | 1991-92 | 82  | 35  | 47  | .427 | 5º en Atlántico | —  | —  | —  | —     | No Playoffs                    |
| Washington Bullets   | 1994-95 | 82  | 21  | 61  | .256 | 7º en Atlántico | —  | —  | —  | —     | No Playoffs                    |
| Washington Bullets   | 1995-96 | 82  | 39  | 43  | .476 | 4º in Atlántico | —  | —  | —  | —     | No Playoffs                    |
| Washington Bullets   | 1996-97 | 46  | 22  | 24  | .478 | (despedido)     | —  | —  | —  | —     | —                              |
| Total                |         | 720 | 328 | 392 | .456 |                 | 21 | 8  | 13 | .381  |                                |